# Istoria Cehoslovaciei în timpul celui de-al Doilea Război Mondial
Istoria Cehoslovaciei în timpul celui de-al doilea război mondial acoperă perioada 15 martie 1939 – 8 mai 1945. În ziua de 15 martie 1939 trupele germane au ocupat Boemia și Moravia. Statul cehoslovac a dispărut de pe harta politică a Europei pentru aproape șase ani. Au fost înființate statul-marionetă Protectoratul Boemiei și Moraviei, care era sub controlul total al Germaniei Naziste, și Republica Slovacia, stat satelit al Reichului, dar care nu a fost ocupat de trupele germane. 

## Cehoslovacia în perioada interbelică

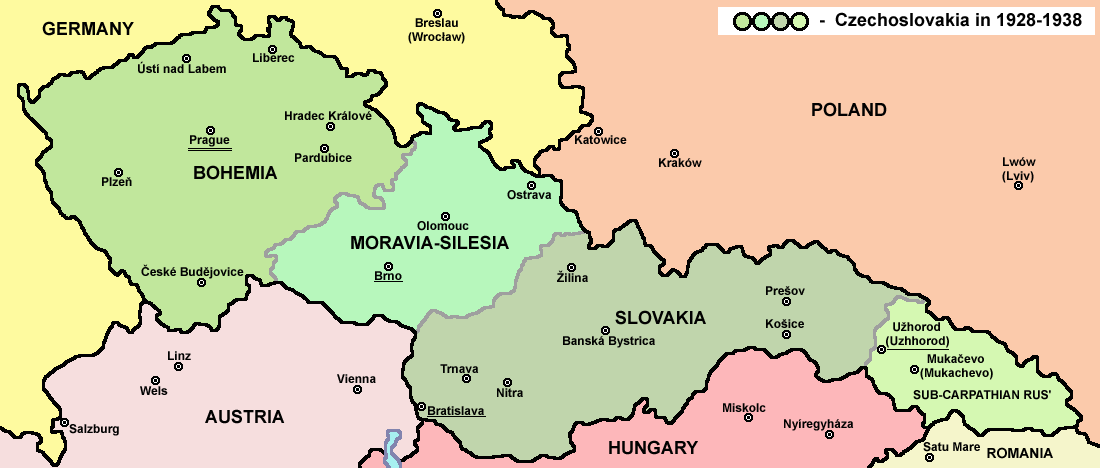
Cehoslovacia în 1928.

Cehoslovacia s-a format după prăbușirea Imperiului Austro-Ungar. Apariția noului stat a fost consfințită de semnarea Tratatului la Saint Germain en Laye la sfârșitul primului război mondial. În conformitate cu recensământul din 1921, Cehoslovacia avea 13.613.172 locuitori. 

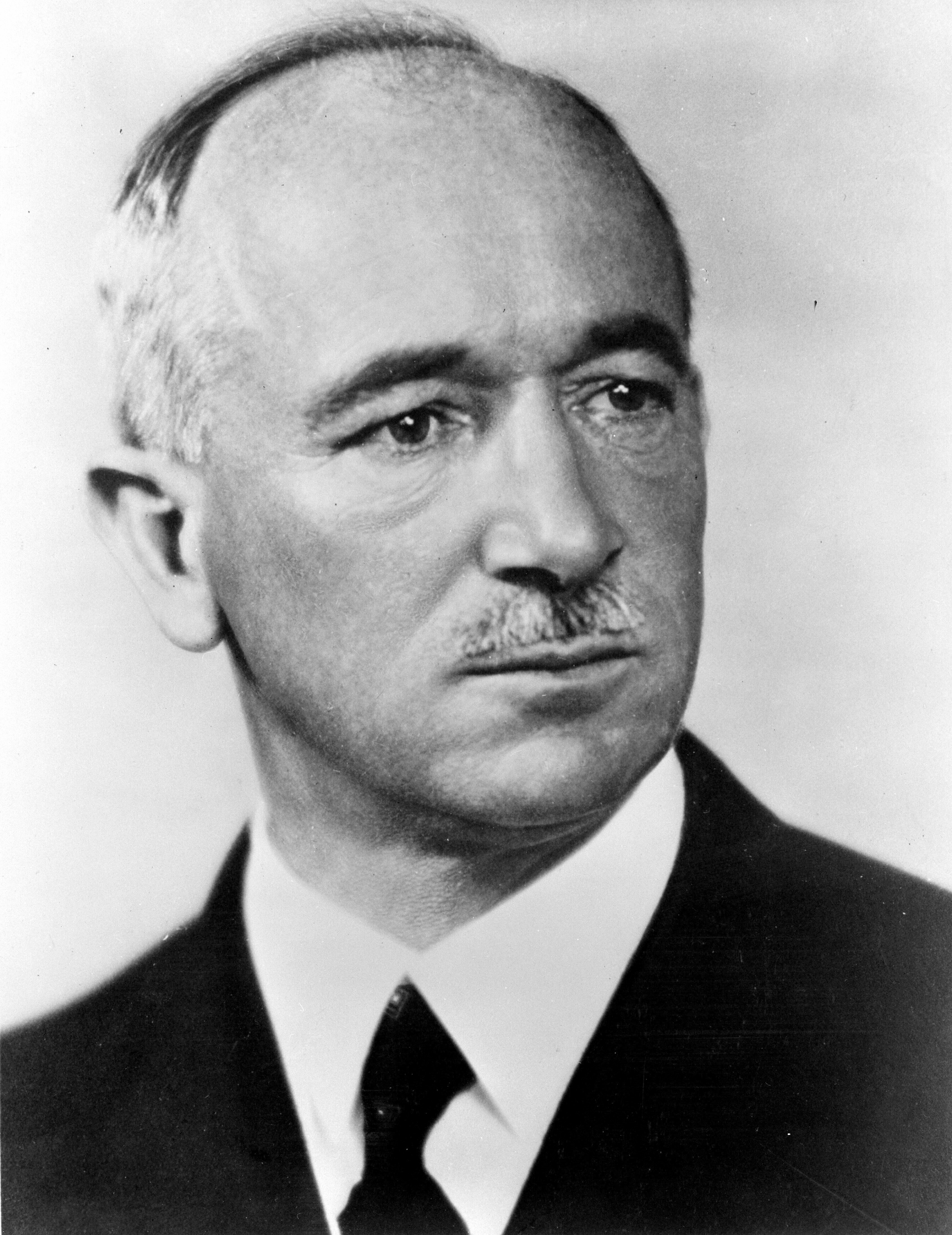
Edvard Beneš, al doilea președinte al Cehoslovaciei

Populația republicii era formată din: 
- 51 % cehi,
- 23,4 % germani din Sudetenland
- 14 % slovaci
- 5,5 % unguri
- 3,4 % ruteni, ucraineni și ruși
- 1,3 % evrei
- 1,4 % alte minorități – polonezi, români, țigani, etc.

Din punct de vedere al limbilor oficiale, doar ceha și slovaca aveau acest statut. Celelalte minorități își puteau folosi limbile lor în raporturile cu administrația numai în regiunile în care reprezentau mai mult de 20% din populație. Primele alegeri legislative au avut loc pe 18 aprilie 1920. Tensiunile naționaliste au marcat întreaga viață politică a țării până la ocuparea ei de către Germania în 1939. 
Franța și Cehoslovacia au semnat pe 24 ianuarie 1924 un tratat de alianță. Tensiunile dintre cehi și slovaci au fost latente în anii 1920 și virulente în anii 1930. Germanii din Sudeți au înființat Partidul Germanilor Sudeți („Sudetendeutsche Partei” - SdP) condus de Konrad Henlein, care milita, bucurându-se de sprijinul disimulat al naziștilor, pentru unificarea regiunii cu Reichul. Criza dintre cetățenii cehoslovaci de etnie cehă și cei de etnie germană s-a acutizat după Anschluss (anexarea Austriei de către Germania) în 1938. Pentru toată lumea a devenit clar că următoarea mișcare a lui Hitler va fi ocuparea Regiunii Sudeților. În luna februarie a anului 1938 Hitler a declarat public că rezolvarea justă a problemei germanilor sudeți va fi făcută doar după unificarea cu Reichul a regiunilor locuite majoritar de germani. În Cehoslovacia tensiunile naționaliste au atins un nou prag critic după ce SdP a respins toate propunerile făcute de președintele Edvard Beneš. În același an guvernul de la Praga a scos în afara legii Partidul Germanilor Sudeți. 

### Acordurile de la München

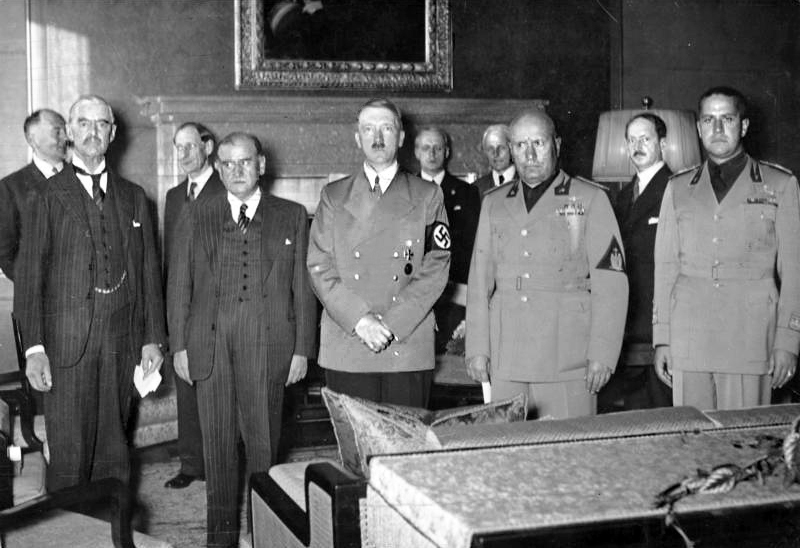
Personalitățile prezente la semnarea Acordurilor de la München, (de la stânga la dreapta) : Chamberlain, Daladier, Hitler, Mussolini și Ciano

În 1938 niciunul dintre aliații importanți ai Cehoslovaciei – (Franța și Regatul Unit) nu doreau să se implice într-un conflict în Europa. În schimb au participat la o conferință la München pentru rezolvarea conflictului germano-cehoslovac. Pe 29-30 septembrie liderii Germaniei (Adolf Hitler), Italiei (Benito Mussolini), Regatului Unit (Neville Chamberlain) și Franței (Édouard Daladier) au căzut de acord cu privire la unificarea cu Germania a regiunilor locuite majoritar de germani în Cehoslovacia și cu cedarea de către Cehoslovacia în favoarea Poloniei a unei părți din Silezia. 
Reprezentanților Cehoslovaciei nici măcar nu li s-a permis să participe la negocieri. Președintele Beneš a fost obligat să accepte această înțelegere, ceea ce a provocat mari demonstrații populare în mai multe orașe ale Cehiei. Pe 5 octombrie Beneš a demisionat și a părăsit în grabă țara. Șeful guvernului de la Praga a încercat să stabilească relații mai bune cu Germania.
Cehoslovacia a fost pur și simplu paralizată din punct de vedere militar. Cehii construiseră o importantă linie defensivă asemănătoare cu linia Maginot în regiunile de graniță cu Germania, care acum se afla în mâinile Reichului. Fără această linie fortificată, statutul de independență al țării era amenințat, deoarece depindea în totalitate de bunăvoința Germaniei Naziste și de capacitatea aliaților occidentali de a-i garanta noile frontiere, așa de cum se angajaseră de altfel la München. În afară de aceste probleme, în Cehoslovacia au început să se manifeste din nou tensiunile naționaliste, de astă dată în Slovacia și în Ucraina Subcarpatică. Pe 19 noiembrie 1938 Parlamentul aprobase autoguvernarea acestor două regiuni. Partidul Comunist Cehoslovac a trecut în ilegalitate, iar liderii săi au fugit în URSS. 
Pe 14 martie 1939, bucurându-se de sprijinul Germaniei, Jozef Tiso a proclamat independența Republicii Slovacia. A doua zi dimineața, armatele germane, violând acordurile semnate cu șase luni mai înainte la München, au invadat și ocupat ce mai rămăsese din Cehia – Boemia și Moravia – și au înființat aici un protectorat. Președintele Emil Hácha nu a dat ordine armatei să reziste invaziei străine. Franța și Anglia nu au întreprins nicio acțiune concretă împotriva Germaniei. Doar invadarea Poloniei i-au determinat pe anglo-francezi să intervină, ceea ce a dus la declanșarea celui de-al doilea război mondial.

## Protecoratul Boemiei și Moraviei

Stema Protectoratului Boemiei și Moraviei

### Ocupația germană
Statutul protectoratului Boemiei și Moraviei era stabilit de un ordin al lui Hitler din 16 martie 1939. Protectoratul Boemiei și Moraviei nu avea o reprezentare clară peste graniță și nici armată națională. Guvernul local avea mai degrabă un rol consultativ. În toate provinciile, guvernarea era asigurată de un Oberlandrat". A fost autorizată existența unui singur partid politic „Alianța națională”. Cu o majoritate zdrobitoare (99%) a fost aprobat printru-un plebiscit ca în Protectorat să nu mai fie ales un parlament.  Președintele și guvernul protectoratului nu se bucurau de puteri reale. Puterea se afla în mâinile lui Karl Hermann Frank, „Reichsprotektor” și secretar al protectoratului. Diferitele servicii polițienești ale Germaniei Naziste, precum Sicherheitsdienst sau Gestapo, operau fără restricții pe întregul teritoriu al Moraviei și Boemiei, acționând împotriva oponenților politici cehi sau germani. În prima lună de la instaurarea protectoratului, ocupația germană a fost relativ blândă. Germanii au încercat în acest fel să câștige simpatia și colaborarea muncitorilor calificați, de care avea atâta nevoie.  Represiunea dură a fost rezervată în principal pentru intelectuali și politicieni, cărora dezlănțuirea luptelor celui de-al doilea război mondial le putea da unele speranțe de eliberare. 
Pe 28 octombrie 1939, cu ocazia aniversării zilei independenței Cehoslovaciei, au avut loc demonstrații de protest împotriva ocupației și, în timpul confruntărilor cu poliția, fost ucis studentul Jan Opletal. Poliția germană s-a folosit de demonstrațiile studențești generate de moartea lui Opletal ca pretext pentru închiderea facultăților. Nouă lideri ai mișcărilor studențești au fost împușcați, iar alți tineri au fost deportați în lagărele de concentrare. Portofoliul educației naționale a fost încredințat unui colaboraționist, colonelul Moravec . Hitler a considerat că von Neurath a acționat prea blând în timpul reprimării demonstrațiilor, l-a numit pe 24 septembrie ca adjunct al primului  pe Reinhard Heydrich. De fapt, von Neurath a fost lipsit practic de orice putere. Din momentul în care a ajuns la Praga, Heydrich a luat măsuri hotărâte pentru înăsprirea regimului de ocupație. Prima sa măsură a fost să-l condamne la moarte pe prim-ministrul Alois Elias . Între 27 septembrie și 29 noiembrie, Heydrich a dat ordine pentru executarea a peste 400 de cehi. Gestapoul a devenit din ce în ce mai activ în eliminarea oponenților. Mai mulți intelectuali au fost executați în această perioadă, printre ei fiind Vladislav Vančura (1942) și Julius Fučík (1943).
În afara de politica de teroare, Heyndrich a încercat să câștige simpatia „părții sănătoase” a populației, prin îmbunătățirea rațiilor și lupta împotriva pieței negre. 

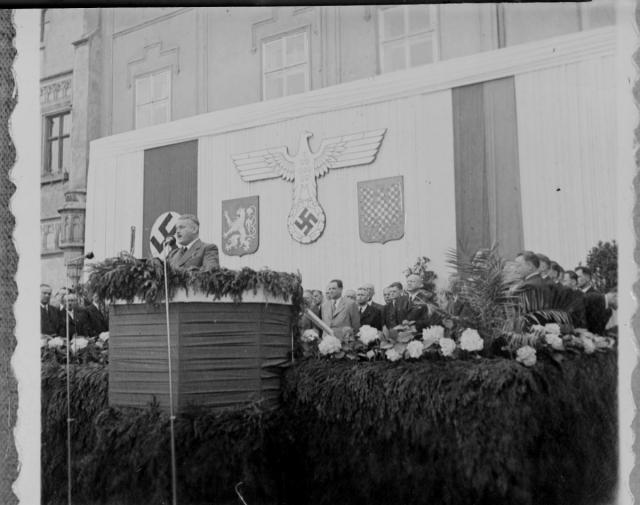
Jaroslav Krejčí, cancelar al Protectoratului, în timpul unui miting din Tábor. Peretele din spatele tribunei este decorat cu steagurile Reichului, ale Protectoratului și cu vulturul nazist cu aripile deschise „protectoare” deasupra leului Boemiei și vulturului Maraviei.

### Persecuțiile rasiale
Legea cehoslovacă, care urma exemplul legii austro-ungare de dinainte de primul război mondial recunoștea tuturor cetățenilor săi cetățenia cehoslovacă și naționalitatea, (cehă, slovacă, germană, evreiască, poloneză, maghiară, etc). În momentul ocupării țării de către naziști, această caracteristică a legii cehoslovace a fost folosită pentru stabilirea unor liste speciale pentru cetățenii supuși discriminării rasiale. Aceleași liste au fost folosite și după război, de data aceasta de guvernul de la Praga, pentru expulzarea germanilor din Cehoslovacia, ca urmare a punerii în practică a decretelor lui Beneš.

#### Persecutarea evreilor
Încă din primele zile ale protectoratului „Reichsprotektor” Von Neurath a aplicat Legile de la Nürnberg în ceea ce privește statutul evreilor.  Evreii au fost excluși din societatea cehă printr-o serie întreagă de regulamente ale ocupantului german. Evreii trebuiau să poarte un semn special, libertatea lor de mișcare a fost limitată, li s-au oferit rații minime de alimente, li s-a interzis participarea la evenimentele culturale sau sportive, iar copiilor li s-a interzis accesul în instituțiile de învățământ.  Ceva mai târziu, au fost confiscate proprietățile evreiești, iar evreii au fost deportați treptat în lagărul de concentrare Theresienstadt din Boemia. Acest lagăr a fost creat de naziști ca o „colonie evreiască model”. Cei mai mulți dintre cei 141.184 evreii care au trecut prin acest lagăr erau din Protectorat, în vreme ce alții erau veniți din Germania sau Austria. Până în cele din urmă, cei mai mulți evrei din Theresienstadt au fost transportați în lagărul de exterminare de la Auschwitz.
În conformitate cu un document german, la sfârșitul anului 1942, 69.677 de evrei din Protectorat fuseseră deportați. La sfârșitul războiului mai rămăseseră cam 6.550 de evrei nedeportați. Cei mai mulți evrei din această ultimă categorie erau membri ai familiilor mixte..

#### Persecutarea țiganilor
Cehoslovacia adoptase legi împotriva țiganilor încă din 1927, când li se emisese nomazilor cărți de identitate diferite de cele ale altor cetățeni ai republicii. Pe 10 octombrie 1941, Reinhard Heydrich a ordonat „evacuarea” țiganilor din Boemia și Moravia. Țiganii au fost deportați în două lagăre de concentrare: Lety în Boemia și Hodonín în Moravia. Spre sfârșitul anului 1942, Heinrich Himmler a anunțat că, în conformitate cu legile naziste de clasificare a populației, unui anumit număr de țigani li se acordă dreptul să părăsească lagărele, cu condiția acceptării sterilizării, în vreme ce restul urma să fie deportați la Auschwitz. Altfel spus, majoritatea țiganilor urma să fie exterminată. Până în cele din urmă, între 22.000 și 23.000 de țigani din Germania, Austria, Protectorat, Polonia, Belgia, Olanda și nordul Franței au ajuns la Birkenau, unde li se rezervase sectoare speciale.

### Rezistența cehă de peste graniță

#### Guvernul în exil de la Londra
Edvard Beneš a demisionat din postul de președinte al Cehoslovaciei pe 5 octombrie 1938, după anexarea regiunii Sudeților de către Germania. Împreună cu alți emigranți, el a încercat să formeze un guvern în exil, dar, pe de-o parte, emigranții nu se puteau pune de acord asupra unei anumite formule a cabinetului, pe de alta, Regatul Unit și Franța, care semnaseră Acordurile de la München, nu erau de acord cu formarea unui guvern condus de Beneš.  Odată cu izbucnirea luptelor celui de-al doilea război mondial, Consiliul Național Cehoslovac constituit în Franța a reușit să semneze un tratat franco-cehoslovac pe 2 octombrie 1939, care permitea reconstituirea armatei cehoslovace pe teritoriul francez. Semnarea acestui tratat nu a însemnat și recunoașterea deplină a guvernului cehoslovac în exil. Consiliul național a decretat mobilizarea civililor cehi și slovaci de pe teritoriul francez membri ai Legiunii Străine și a fostelor Brigăzi Internaționale. 
Infanteriștii Diviziei I cehoslovace au luat parte la bătălia Franței în mai-iunie 1940. de asemenea, în escadrilele aviației militare franceze au fost încadrați mai mulți piloți cehoslovaci. Guvernul polonez a permis generalului Ludvík Svoboda să organizeze unități cehoslovace pe teritoriul polonez. Odată cu înaintarea trupelor germane, unitățile cehoslovace s-au retras spre teritoriile ocupate de Armata Roșie. Acești soldați au fost internați în lagăre sovietice, dar după invadarea URSS de către Germania Nazistă, unitățile lor au fost reactivate și cehoslovacii au reintrat în luptele împotriva naziștilor începând cu martie 1943. 
Pe 9 iulie 1940, după capitularea Franței, Consiliul Național Cehoslovac a hotărât să formeze o structură de conducere cu Beneš președinte, monseniorul Jan Šrámek șef al guvernului  și cu Jan Masaryk ministru de externe. Acest guvern în exil a fost recunoscut de guvernul britanic pe 18 iulie 1940, de cel sovietic în vara anului următor și de cel american în iarna următoare. De abia în 1942, Aliații au denunțat Acordurile de la München și au recunoscut continuitatea republicii cehoslovace sub președinția lui Beneš. 
Chiar mai înainte ca Aliații să denunțe Acordurile de la Münche, Beneš s-a bucurat de o legitimitate totală. Chiar și Alois Eliáš, premierul, și Emil Hácha, perședintele în funcție la Praga, i-au recunoscut la un moment dat autoritatea.  Beneš a hotărât, dată fiind această legitimitate, să mute guvernul în exil la Londra. Mulțumită logisticii asigurate de britanici, legăturile dintre rezistența internă și guvernul în exil la Londra s-a îmbunătățit încontinuu în timpul războiului. Cea mai cunoscută acțiune a rezistenței cehoslovace a fost tentativa de asasinare a lui  Reinhard Heydrich, cunoscută ca Operațiunea Anthropoid. 
În decembrie 1943, guvernul în exil a semnat un acord cu URSS. Prin menținerea unor relații amicale cu Moscova, Beneš a sperat să evite preluarea puterii în patrie de către comuniști. Beneš, la sfârșitul războiului, a permis naționalizarea industriei grele și crearea comitetelor populare. În martie 1945, Beneš a oferit posturi ministeriale comuniștilor care fuseseră exilați la Moscova.

#### Cehoslovacia în cadrul coaliției antihitleriste
În septembrie 1941, URSS a acceptat semnarea unei convenții militare care permitea formarea unităților cehoslovace pe teritoriul sovietic. 
În cursul anilor 1941-1942, piloții cehoslovaci staționați în Regatul Unit au participat la Bătălia Angliei. Cele trei escadrile cehoslovace de vânătoare au fost creditate cu distrugerea a 200 de avioane inamice. Începând din 6 iunie 1944, piloții cehoslovaci au participat la acoperirea aeriană aliată a operațiunilor din Normandia și la cele pentru cucerirea podului de la Arnhem. Escadrila a 311-a cehoslovacă a executat 149 de raiduri de bombardament împotriva țintelor din Germania între 1940 - 1942 și la luptele bătăliei Atlanticului. 
Batalionul al 11-lea de infanterie cehoslovacă, care luptase alături de Polonezi și reușise să se evacueze în Orientul Mijlociu, a luptat în 1941 cu trupele franceze ale Regimului de la Vichy și au participat la bătălia de la Tobruk. Numeroși cehoslovaci au fost încadrați în unitățile Franței Libere care au lupta în Africa de nord. De asemenea, cetățenii cehoslovaci au fost implicați în activitatea partizanilor francezi, iugoslavi și sovietici, în rândurile cărora formau de cele mai multe ori unități independente. Pe la mijlocul anului 1944, germanii au mutat unitățile militare considerate nesigure ale Protectoratului în Italia, unde numeroși soldați cehoslovaci au dezertat pentru a se alătura partizanilor italieni. 
Pe frontul de răsărit, compania autonomă cehoslovacă a intrat în luptă pentru prima oară pe 8 martie 1943 la Sokolovo,, în apropierea Harkovului. În primăvara anului 1944, a fost organizată prima mare unitate militară cehoslovacă din URSS.

### Rezistența internă cehă

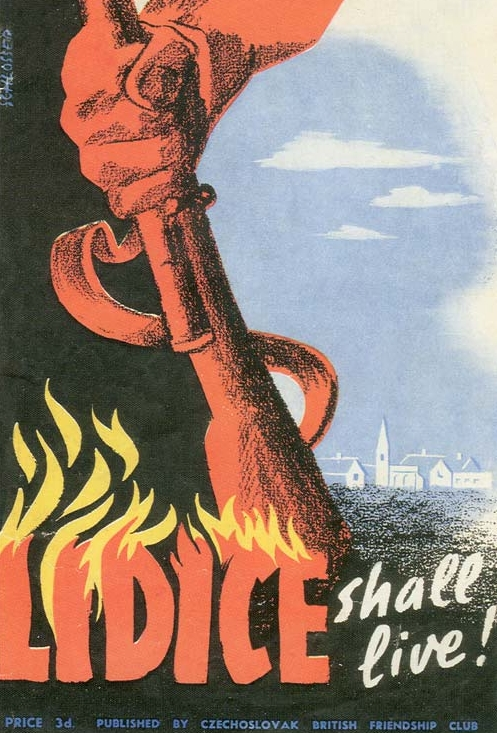
Afiș de propagandă engleză pentru comemorarea distrugerii satului Lidice

În cadrul rezistenței cehe pot fi evidențiate patru elemente:
- „Centrul politic” (Politické ústředí, PÚ) constituit din colaboratori ai lui Benes. Aflat sub conducerea lui Prokop Drtina, PÚ a fost distrus aproape în totalitate de campania de arestări din noiembrie 1939. Mai târziu, în rândurile Centrului politic au intrat politicieni tineri, aflați în libertate.
- „Apărarea națională” (Obrana národa, ON) constituită din ofițeri activi și de rezervă.
- „Noi rămânem fideli” (Petiční výbor Věrni zůstaneme, PVVZ, după numele unei petiții a reprezentanților oamenilor cehi de cultură din mai 1938) regrupau social-democrații și intelectualii de stânga în asociație cu sindicale și ale organizațiile de tineret.
- „Partidul Comunist Cehoslovac” (Komunistická strana Československa KSČ). Principalii lideri ai partidului comunist se refugiaseră la Moscova după semnarea acordurilor de la München din septembrie 1938. Comuniștii au trecut în ilegalitate și au rămas relativ inactivi până în 1943.

Rezistența necomunistă a format în primăvara anului 1940 „Direcția centrală a rezistenței” (Ústřední výbor odboje domácího, ÚVOD). ÚVOD a trecut progresiv de la tipărirea și distribuirea de presă clandestină la colectarea de informații politice și militare, pe care le trimiteau la Londra și Moscova.
După atacarea Uniunii Sovietice de către Germania Nazistă în iunie 1941, gupurile asociate cu ÚVOD au declanșat o mișcare de apropiere cu  cele ale comuniștilor (KSČ), dar represiunile care au urmat după atentatul împotriva lui Heydrich a dus la încetarea temporară a acțiunilor de unificare a rezistenței interne. 
Rezistența internă s-a refăcut greu după primul val de represiune și doar spre sfârșitul războiului s-a refăcut în totalitate. Începând cu 12 decembrie 1943, alianța semnată de Beneš între Cehoslovacia și URSS a facilitat unificarea rezistenței interne. Comuniștii au fost după această dată larg reprezentați în așa-numitul „Comitet al celor trei” (R3) care a devenit mult mai puternic spre sfârșitul războiului. 
Rezistența comunistă, dirijată de la Moscova de Klement Gottwald și Rudolf Slánský, avea în țară activiști precum Jan Sverma, Jaromír Dolanský, Antonin Novotný, Josef Smrkovský. Mulți dintre ei au fost executați sau deportați, precum viitorul președinte  Antonín Zápotocký.

## Slovacia între 1939 și 1945

### Proclamarea Republicii Slovace independente
După semanrea Acordurilor de la München, Slovacia a câștigat dreptul la autoguvernare. Jozef Tiso, cleric cunoscut și ca „moseniorul Tiso”, liderul partidului naționalist slovac Partidul Popular Slovac, a devenit prim-ministrul noului guvern autonom slovac. În martie 1939, acțiunile concertate ale agenților germani și ale liderilor separatiști slovaci au dus la declanșarea unei crize interne. Separatiștii slovaci au proclamat independența iar guvernul cehoslovac de la Praga a încercat să rezolve conflictul printr-o intervenție armată pe 9 martie 1939. Jozef Tiso, premierul guvernului Slovaciei autonome, a fost răsturnat de la putere. Chiar mai înainte de invadarea Cehoslovaciei și de proclamarea Protectoratului Boemiei și Moraviei, Hitler l-a invitat pe Tiso la Berlin și l-a sfătuit să proclame independența Slovaciei, în caz contrar, această regiune urmând să fie împărțită între Polonia și Ungaria. Tiso a convocat Dieta (Parlamentul) Slovaciei care, pe 14 martie, a proclamat independența țării. Tiso a devenit liderul noii republici slovace. 
Imediat după semnarea Acordurilor de la München, Ungaria a ocupat Rutenia subcarpatică. Transferul de teritorii a devenit oficial pe 2 noiembrie 1938, după primul arbitraj de la Viena. Din această regiune, Ungaria a atacat Slovacia pe 23 martie 1939. În urma atacului, Ungaria a mai ocupat încă un teritoriu de 1.697 km² din sudul Slovaciei, populat de aproximativ 70.000 de locuitori, în principal unguri. Relațiile ungaro-slovace nu vor fi normalizate de-a lungul întregii perioade a războiului.

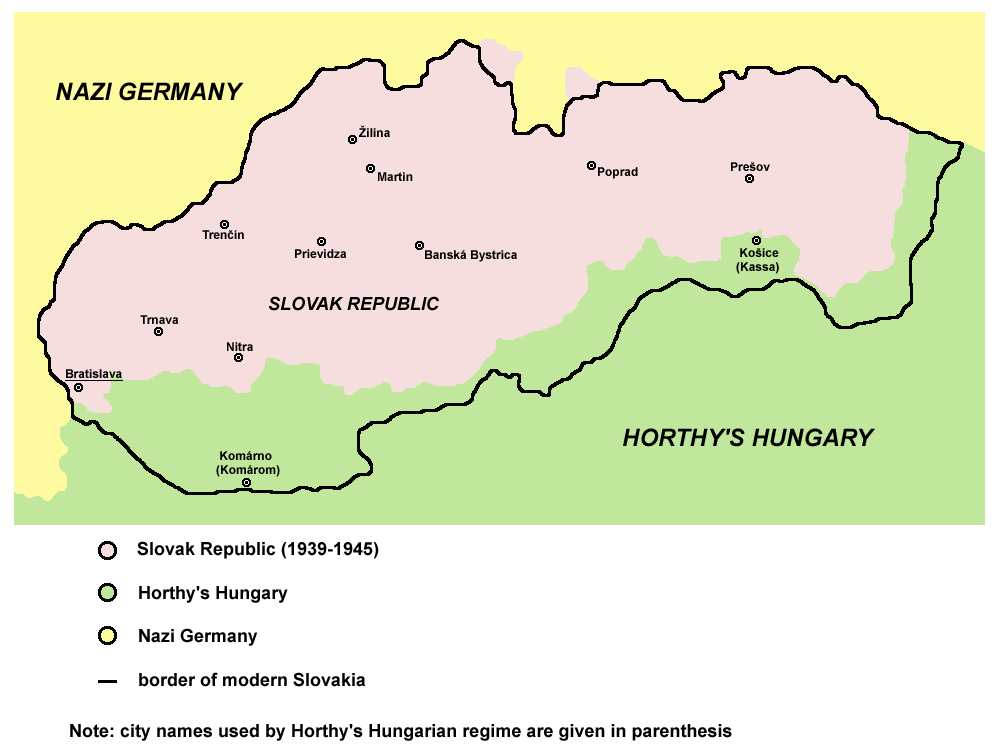
Slovacia în 1941

Slovacia a fost tot timpul dependentă de sprijinul Germaniei Naziste. La München a fost semnat pe 23 martie un „tratat de protecție”, prin care Slovacia era subordonată din punct de vedere economic, militar și al politicii externe Germaniei Naziste. Acest tratat avea să împingă Slovacia în războiul alături de Axă împotriva Poloniei și URSS. De asemenea, Slovacia avea să declare război Angliei și Statelor Unite, dar, pe de altă parte, cu excepția unei zone restrânse de la granița cu Germania, nu va fi ocupată de trupele Reichului. 

### Slovacia în timpul lui Tiso
85% din cei 2.650.000 locuitori ai noii republici erau slovaci, iar restul era constituit din unguri, evrei, germani și țigani. 50 % din populație lucra în agricultură. Capitala Bratislava avea peste 120.000 de locuitori. 
În conformitate cu prevederile constituției din 1939, președintele (Jozef Tiso) era șeful statului. Parlamentul  (Dieta) Republicii Slovacia era ales pentru un mandat de cinci ani. De fapt, alegerile parlamentare nu au fost organizate nici măcar o dată în perioada războiului. Guvernul era format din opt miniștri. 
Republica Slovacă a monseniorului Tiso era un stat totalitar și corporatist, după cum îl caracteriza Michel Laran . Comuniștii l-au caracterizat drept „clerical-fascist”. Este adevărat că, în această perioadă, naționalismul slovac era strâns legat de catolicism. Cele două personalități ale regimului, Andrej Hlinka (mort în 1938) și Tiso erau preoți catolici. Doar „Partidul Popular Slovac al lui Hlinka” și câteva mici organizații politice ale germanilor și ungurilor au putut activa în mod legal în epocă. Guvernul slovac a emis o serie de decrete antisemite prin care evreii erau excluși din viața publică. În scurtă vreme după emiterea acestor decrete, evreii slovaci au fost deportați în Germania. 
Cultura, învățământul, știința și economia s-au dezvoltat mult  în perioada în care în fruntea statului a fost monseniorul Tiso. Academia Slovacă de Științe a fost fondată în 1942. Au fost inaugurate numeroase școli de toate gradele cu predare în limba slovacă. 
Partidul Popular Slovac era divizat în două facțiuni: una a monseniorului Tiso constituită din conservatori sprijinitori ai unui stat autoritarist și religios, iar cea de-a două de orientare fascistă. Această a doua facțiune avea o atitudine mult mai puternic antisemită și milita pentru expulzarea tuturor cehilor din republică. Principala lor organizație era „Hlinkova garda” (Garda lui Hlinka). Fasciștii slovaci erau reprezentați în guvern de premierul Vojtech Tuka și ministrul de interne Alexander Mach. Cele două facțiuni erau unite în principal de anticomunismul lor declarat. 
Populația Slovaciei a suportat cu stoicism regimul lui Tiso, în condițiile de relativă prosperitate din țară, comparativ cu restul Europei distrusă de război. 

### Evreii slovaci
La scurtă vreme după proclamarea independenței, guvernul slovac a promovat o serie de legi împotriva celor 88.951 de evrei slovaci, cât stabilise recensământul populație din 15 decembrie 1940. Primele măsuri antievreiești datau din 18 aprilie 1939, la o lună după proclamarea independenței. Au fost deposedați de avere 12.300 evrei care aveau o firmă, iar funcționarii publici evrei au fost concediați. Gărzile lui Hlinka au început atacurile împotriva evreilor. A fost emisă Legea nr. 105 pe 9 septembrie 1941, așa-numitul „Cod evreiesc”. Acest cod, foarte asemănător cu legile de la Nürnberg valabile în Germania Nazistă, forțau evreii să poarte un semn distinctiv, interziceau căsătoriile mixte și interziceau evreilor să practice anumite meserii. Codul definea „evreul” aproape similar cu definiția nazistă a termenului. Vaticanul a protestat, afirmând că această legislație este contrară cu principiile bisericii. În toamna anului 1941 au apărut primele lagăre de muncă obligatorie, unde au fost internați numeroși evrei. Evreii au fost înregistrați în registrele organizației centrale „Judenzentrale”, sau „Ústredna Židov” (ÚŽ). 
În octombrie 1941, 15.000 de evrei au fost expulzați din Bratislava. 5.000 dintre ei, care aveau un permis de muncă, au fost autorizați însă să rămână până în cele din urmă. Restul au fost deportați în lagărele de muncă. 
În iunie 1940, guvernul slovac s-a angajat să trimită 120.000 de muncitori în Germania, dar, în octombrie 1941, doar 80.000 de slovaci ajunseseră în țara vecină. În noiembrie 1941, guvernul slovac s-a oferit să trimită în locul muncitorilor lipsă un număr corespunzător de evrei. După Conferința de la Wannsee, autoritățile germane s-au oferit din ianuarie 1942 să accepte deportarea evreilor slovaci pe teritoriul Reichului contra sumei de 500 de mărci de persoană, care ar fi trebuit să acopere „găzduirea, hrana, hainele și reconversia”. Suma care ar fi trebuit plătită reprezenta cam 80% din întreaga sumă pe care o strânsese guvernul slovac prin diferitele măsuri de expropriere a evreilor. 
Deportările în Germania au început în martie 1942. Funcționarul Gisi Fleischmann din cadrul „Ústredna Židov” a ajutat un număr de evrei să fugă. Cam 7.000 de evrei au reușit să se refugieze în Ungaria. Mai multe mii de evrei au încercat să scape de deportare prin convertire la creștinism. Monseniorul Tiso a oferit cam 2.000 de grațieri prezidențiale evreilor creștinați. 
Începând din iunie 1942, guvernul slovac a devenit mai puțin cooperant în acțiunea de deportare a evreilor slovaci în Germania. În acel moment, peste 52.000 de evrei fuseseră deja deportați, dar mai rămăseseră încă 30 – 35.000 de evrei în țară. Schimbarea de atitudine a guvernului slovac poate fi explicată prin mai multe motive. 
- prețul fixat de germani a părut guvernanților foarte ridicat;
- era nevoie de un anumit număr de evrei pentru buna funcționare a economiei slovace;
- intervenția Vaticanului a avut efect asupra șefului statului, care era preot catolic.

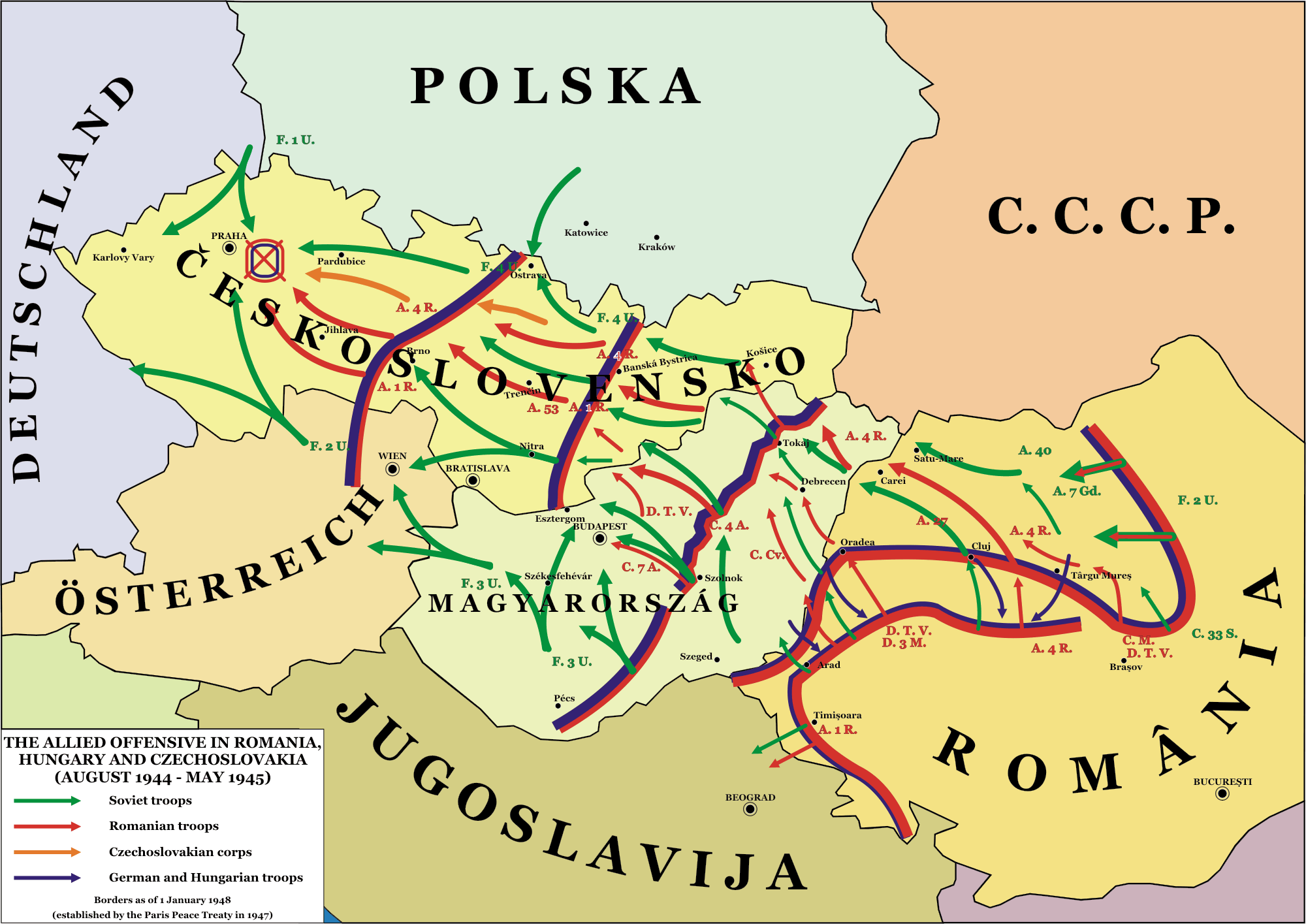
Mișcările de trupe ale Armatei Române, Armatei Roșii și Corpului Cehoslovac pentru eliberarea Cehoslovaciei în 1944 - 1945

Pe 29 august 1944, a avut loc revolta antinazistă din orașul Banská Bystrica. În octombrie 1944, odată cu înaintarea Armatei Roșii, revolta a devenit națională, iar forțele naziste au ocupat Slovacia. Germanii au deportat mai mult de 13.500 de evrei. În total, 70.000 evrei au fost deportați în Germania de autoritățile slovace sau cele naziste. Dintre aceștia, 65.000 de evrei au pierit. .
Istoricul slovac Ivan Kamenec scria într-un articol apărut într-un ziar slovac în 2007: 
„Prima republică slovacă a fost singurul stat neocupat de germani care a deportat de bună voie cetățenii evrei în lagăre. Primul convoi format din tineri – bărbați și femei – a plecat sub pretextul trimiterii la muncă. Din aprilie 1942, au fost deportate familii întregi – inclusiv bătrâni și copii –  încărcate în vagoane de vite. Din martie în aprilie 1942, 57 de convoaie cu peste 57.000 de mii de persoane au fost organizate, două treimi din populația evreiești au fost deportate. Doar câteva sute dinte ei au supraviețuit în lagărele de concentrare. Elita politică a perioadei respective poartă responsabilitatea morală și politică a acestei crime. A fost nu doar o tragedie a victimelor, ci un fenomen cu consecințe asupra întregii societăți, care este traumatizată până în zilele noastre”.

### Încheierea existenței Slovaciei lui Tiso
La sfârșitul anului 1944, trupele germane s-au retras în fața Armatei Roșii și a trupelor cehoslovace și române care înaintau dinspre est. Teritoriile eliberate au redevenit parte a Cehoslovaciei. Prima republică slovacă și-a încetat existența pe 4 aprilie 1945, când Armata Roșie a intrat în Bratislava și a ocupat întreaga Slovacie.

## Eliberarea

Cehii apărători ai baricadelor din Praga întâmpină cu bucrie soldații Armatei Roșii

Pe 5 aprilie, Beneš a călătorit din Londra spre Moscova și de aici la  Košice, unde a format un guvern de coaliție prezidat de Zdeněk Fierlinger, cu Klement Gottwald în funcția de viceprim-ministru. „Programul de la Košice” promitea o republică democratică, în cadrul căreia cehii și slovacii trebuiau să fie egali De îndată ce Armata Roșie a reușit să traverseze Carpații în octombrie 1944, au apărut primele unități de partizani care gata să lupte pentru eliberarea țării. Diferitele acțiuni ale partizanilor s-au intensificat după formarea guvernului provizoriu de la Košice. Odată cu înaintarea Armatei Roșii, „Comitetul Național” a preluat controlul asupra teritoriilor eliberate. 
Pe 5 mai, a izbucnit insurecția în Praga, iar „Comitetul național ceh” (Česká národní rada - ČNR) a preluat conducerea luptelor. În capitală au fost ridicate peste 1.600 de baricade, și peste 30.000 de femei și bărbați au luptat timp de trei zile împotriva 37.000 de soldați ai Wehrmachtului, infanteriști, artileriști și tanchiști.  Pe 8 mai, trupele germane au capitulat, iar Armata Roșie a intrat ziua următoare în Praga.

## Expulzarea germanilor Sudeți
În timpul ultimilor ani de război, Beneš a fost preocupat de rezolvarea problemei minorității germane și a acceptat soluția prezentată de Aliați, și anume expulzarea germanilor din Sudeți. Pentru această acțiune a fost emis un pachet de legi – Decretele lui Beneš – între 19 mai și 25 octombrie 1945. Expulzarea germanilor din Sudeți în Germania s-a făcut de-a lungul a trei ani, din 1945 până în 1947. În total, aproximativ 2,6 milioane au fost strămutați în Germania și Austria. 
Din cei 3,1 milioane de germani trăitori în Cehoslovacia interbelică, 
- 2.256.000 au fost deportați în conformitate cu prevederile înțelegerii stabilite la Potsdam;
- 400.000 au fost alungați în mod sălbatic din țară;
- între100.000 și 300.000 au fugit de frica înaintării rușilor;
- între 300.000 și 500.000 au murit în luptă ca soldați ai armatei germane.

## Anexare Ucrainei (Ruteniei) Subcarpatice de către URSS
În octombrie 1944, Ucraina Subcarpatică a fost ocupată de sovietici. O delegație cehoslovacă condusă de František Nemec a fost trimisă în zonă. Delegația avea ca sarcină mobilizarea populației locale pentru formarea de noi unități cehoslovace, care să coopereze cu noile comitete naționale formate în localitățile eliberate. Loialitatea populație din regiune față de Cehoslovacia era scăzută. Proclamația lui Beneš din aprilie 1944 excludea de la participarea la viața politică a Cehoslovaciei renăscute a colaboraționiști maghiari, germani și rutenilor membri ai Partidului Fencik condus de  Andrej Brody. Cei vizați de această proclamație formau cam un sfert din populația Ruteniei subcarpatice. Cam o treime din populație împărtășea convingeri comuniste, rămânând cam o treime de populație căreia îi trebuia câștigată simpatia. 
După sosirea în Rutenia, delegația cehoslovacă și-a stabilit cartierul general în Hust, iar pe 30 octombrie a dat o proclamație de mobilizare. Armata sovietică a împiedicat tipărirea și distribuirea proclamației cehoslovace, iar în schimb a trecut la propriile măsuri de organizare a populației locale. Protestele guvernului lui Beneš au rămas fără rezultat. Activitățile sovieticilor i-a convins pe numeroși localnici că anexarea regiunii de către URSS nu era decât o chestiune de timp. Delegația cehoslovacă a fost împiedicată să coopereze cu comitetele naționale înființate cu sprijin sovietic. Pe 19 noiembrie, o delegație a comuniștilor locali a participat la o întâlnire la Mukachevo, în timpul căreia a fost afirmată dorința locuitorilor de a se uni cu URSS. Pe 26 noiembrie, Congresul Comitetelor Naționale a acceptat în unanimitate rezoluția comuniștilor. Congresul a ales un Consiliu Național care a fost trimisă la Moscova pentru discuții. Delegația cehoslovacă a trebuit să părăsească Rutenia. Au urmat negocieri cehoslovaco-sovietice. Comuniștii cehi și slovaci l-au încurajat pe Beneš să cedeze Ucraina Subcarpatică. Uniunea Sovietică a fost de acord să amâne anexarea regiunii pentru a nu compromite politica lui Beneš bazată pe restaurarea frontierelor de dinainte de război. 
Tratatul prin care Cehoslovacia ceda Ucraina Subcarpatică către Uniunea Sovietică a fost semnat în iunie 1945. Cehilor și slovacilor trăitori în Ucraina Subcarpatică și rutenilor trăitori în Cehoslovacia li s-a dat posibilitatea de a alege între cetățenia cehoslovacă sau cea sovietică.